# Guatteria calliantha
Guatteria calliantha R.E.Fr. – gatunek rośliny z rodziny flaszowcowatych (Annonaceae Juss.). Występuje naturalnie w Peru. 

## Morfologia
PokrójZimozielone drzewo dorastające do 15 m wysokości.
LiścieMają eliptycznie odwrotnie owalny kształt. Mierzą 10–15 cm długości oraz 5–6 cm szerokości. Nasada liścia zbiega po ogonku. Liść na brzegu jest całobrzegi. Wierzchołek jest spiczasty. Ogonek liściowy jest owłosiony i dorasta do 2–3 mm długości.
KwiatySą zebrane po 2–4 w pęczkach. Rozwijają się w kątach pędów. Działki kielicha mają owalny kształt i dorastają do 6 mm długości. Płatki mają odwrotnie owalny kształt. Osiągają do 18–22 mm długości.